# حرکت روزانه
حرکت روزانه (لاتین: diurnus، ت. «daily») و (انگلیسی: diurnus، ت. «daily»)، "روزانه"، روشن "روز"، اصطلاحی نجومی است که به حرکت آشکار اجرام آسمانی (به عنوان مثال خورشید و ستارگان) به دور زمین (آن‌گونه که ناظر از زمین می‌بیند) یا دقیق تر به دور قطب‌های آسمانی، شمالی و جنوبی در طول یک روز اشاره دارد. علت آن چرخش زمین به دور محور خود است، بنابراین به نظر می‌رسد تقریباً هر ستاره هر روز مسیری دایره‌ای شکل را دنبال می‌کند که دایرهٔ روزانه یا حرکت روزانه نامیده می‌شود.
زمان برای یک چرخش کامل ۲۳ ساعت، ۵۶ دقیقه و ۴٫۰۹ ثانیه است - که یک روز زمان نجومی (غیر واقعی) است. اولین نمایش آزمایشی این حرکت توسط فیزیک‌دان فرانسوی لئون فوکو انجام شد. از آنجا که زمین هر سال یک بار به دور خورشید می‌چرخد، زمان فرعی در هر مکان و زمان معین حدود چهار دقیقه در برابر زمان محلی هر محل هر ۲۴ ساعت یک بار بدست می‌آید، تا اینکه پس از گذشت یک سال، یک «روز» دیگر در مقایسه با تعداد روزهای شمسی که سپری شده‌است اضافه می‌گردد.